# ويليام والاس (لاعب كرة قدم)
ويليام والاس (بالإنجليزية: Willie Wallace)‏ (و. 1940  م) هو لاعب كرة قدم، من المملكة المتحدة، يلعب كمهاجم، ومهاجم داخلي.

## روابط خارجية
- ويليام والاس على موقع الاتحاد الأوربي (الإنجليزية)
- ويليام والاس على موقع قاعدة بيانات كرة القدم.إي يو (الإنجليزية)
- ويليام والاس على موقع ناشيونال فوتبول تيمز (الإنجليزية)
- ويليام والاس على موقع عالم كرة القدم.نت (الإنجليزية)